# Lauder Business School
A Lauder Business School é uma escola de negócios de língua inglesa em Viena, Áustria, operando como uma "Universidade de Ciências Aplicadas" no sistema educacional austríaco. A Lauder Business School (LBS) foi fundada em 2003 como uma Universidade de Ciências Aplicadas com ajuda financeira de Ronald S. Lauder. Existem atualmente aproximadamente 350 alunos matriculados em um curso de graduação e dois de pós-graduação.
A Lauder Business School é uma Universidade de Ciências Aplicadas totalmente reconhecida e financiada pelo governo. Os programas de graduação da LBS estão de acordo com os requisitos de Bolonha, credenciados pela Agência de Garantia de Qualidade e Credenciamento da Áustria e listados no Ministério Federal Austríaco de Ciência, Pesquisa e Economia.

## História e desenvolvimento

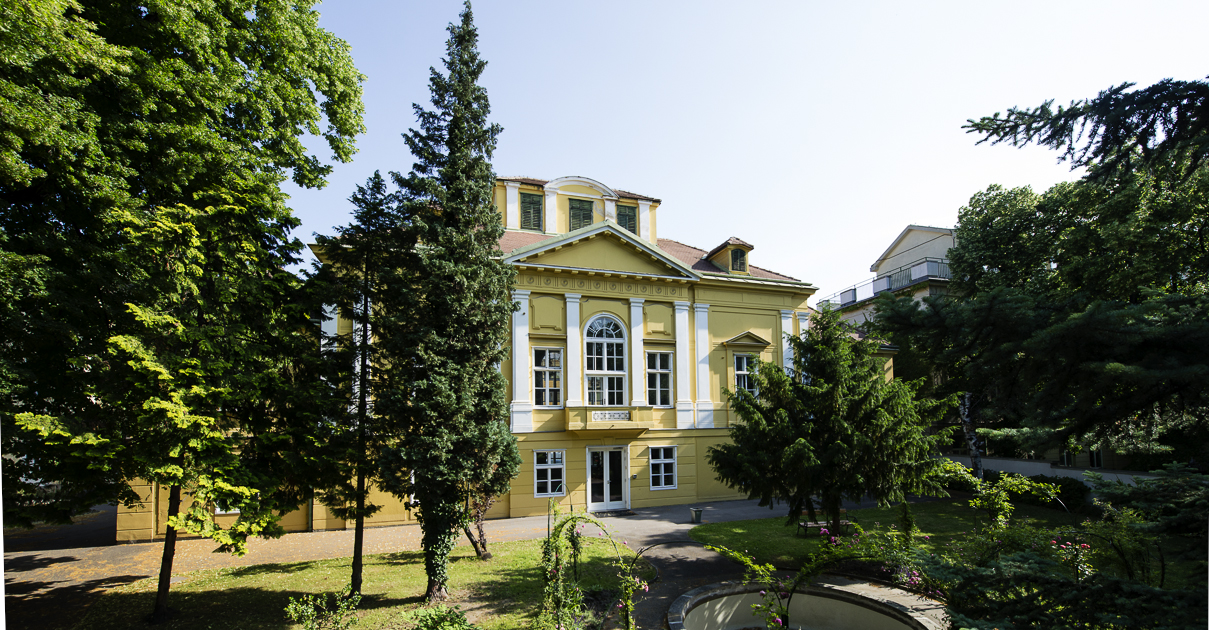
Prédio principal

Em 2003, a Fundação Ronald Lauder estabeleceu a Lauder Business School, sob seu presidente Ronald S. Lauder. Viena como local foi escolhido como uma ponte entre as tradições ocidentais e orientais e para formar uma universidade internacional. A universidade combina métodos educacionais americanos e europeus e está conectada à Rede Harvard MOC (inglês para: Microeconomia da Competitividade), que inclui mais de 100 grandes escolas de negócios de 65 países diferentes. Com base nos conceitos-chave do Professor Michael Porter, a rede oferece bolsa de estudos, pesquisa e capacitação. Durante os primeiros anos de sua existência, a Lauder Business School ofereceu um diploma de magistério de 8 semestres em Marketing e Gestão Internacional, mas desde 2007 os alunos foram aceitos em dois novos programas: um bacharelado de 6 semestres e um mestrado de 4 semestres. Atualmente a universidade oferece um Bacharelado em Administração de Negócios Internacionais, um mestrado em Gestão e Liderança Internacional e um em Finanças Estratégicas e Análise de Negócios.

## Campus

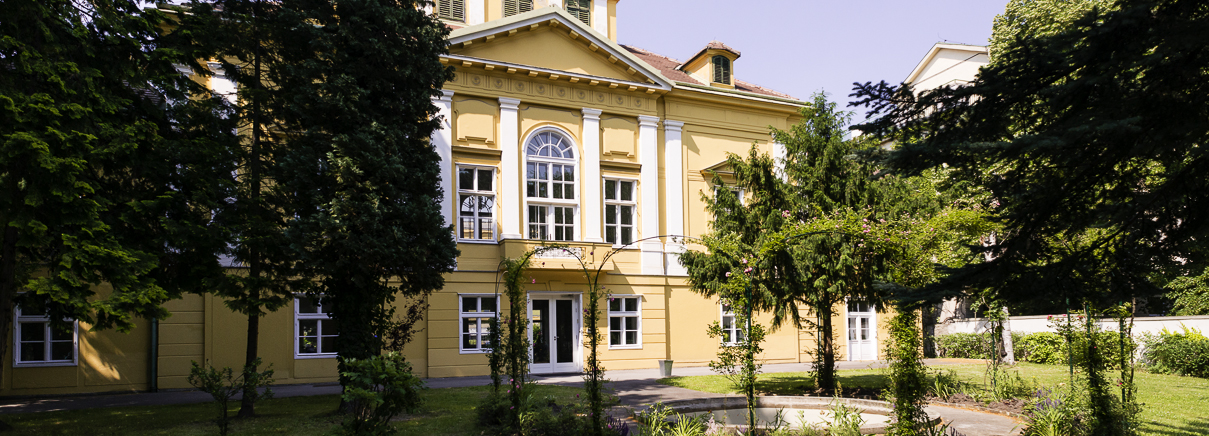
Prédio principal

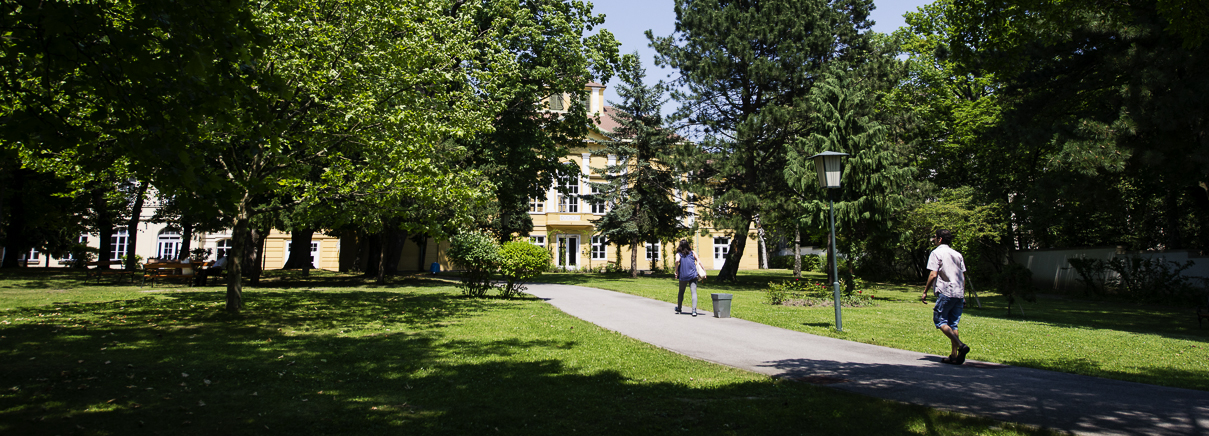
Campus da LBS

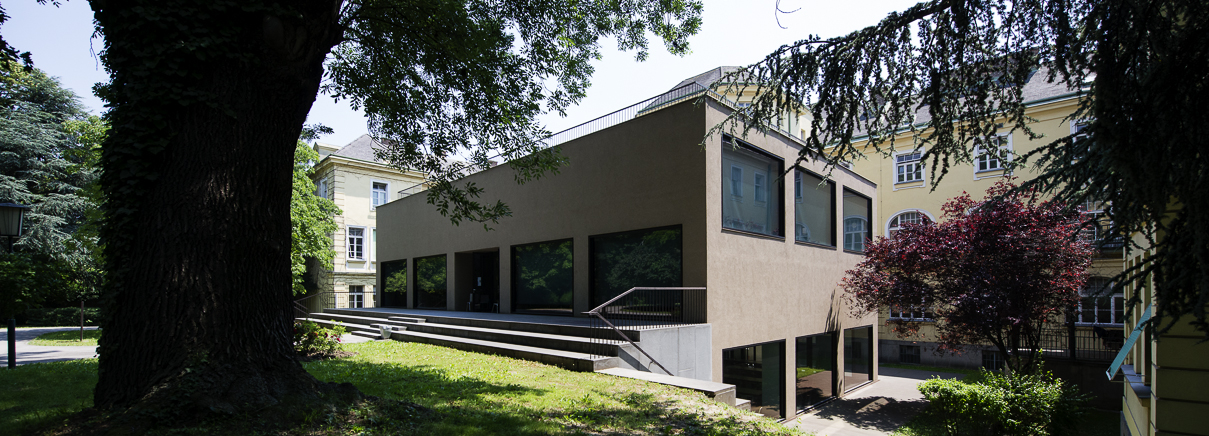
Nova construção

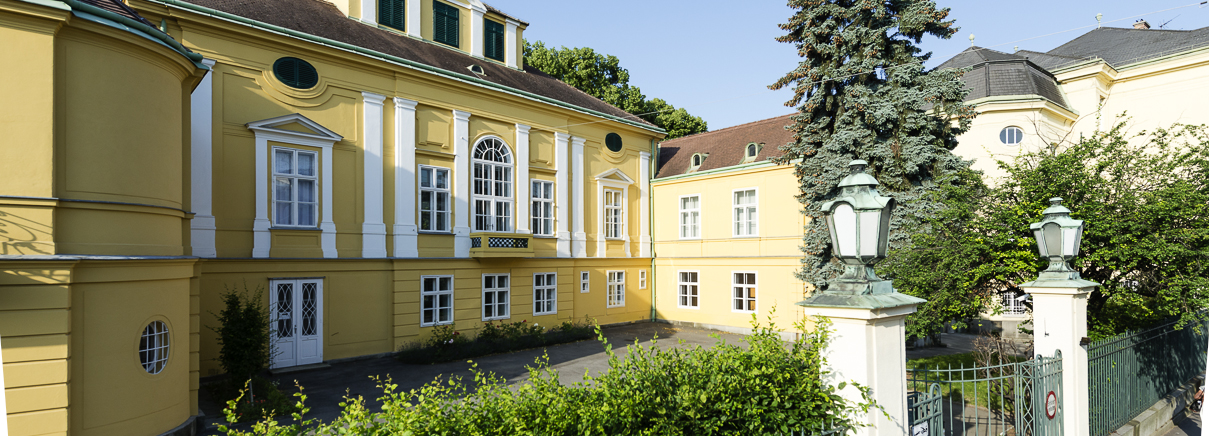
Prédio principal do LBS

A Lauder Business School tem um campus, que inclui um prédio principal com salas de aula, biblioteca, prédio administrativo, auditórios, refeitório e residência estudantil (em cooperação com o Jewish Heritage Center). A parte principal localizada no norte tem um tamanho de 1.200 m² que oferece espaço suficiente para salas de palestras e seminários. Outros 750 m² são utilizados como escritórios. No extremo sul do parque está localizada a residência estudantil. Eles estão todos localizados no distrito Döbling de Viena, entre Pyrkergasse e Hofzeile. Esses edifícios (exceto um para o auditório e refeitório, que foi construído especialmente para a escola) compreendem um antigo palácio de Maria Teresa, dado a ela por Carlos IV e construído por Nicolò Pacassi. Mais tarde, o prédio pertenceu a membros da família Rothschild e serviu como hospital. O Auditório do Bank Austria Creditanstalt foi construído em 2003 e é dedicado a Gerhard Randa, ex-presidente da BA-CA . A conversão e extensão do conjunto barroco da Lauder Business School foi feita por Kuhn Malvezzi, um escritório de arquitetura com sedeado em Berlim.

## Programas educacionais
A universidade oferece os seguintes estudos:
- Administração de Negócios Internacionais – Bacharelado (6 Semestres, 180 ECTS ): Os estudos focam-se numa educação internacional, competitiva e com grande parte de aplicação prática. Os graduados serão preparados para trabalhar em organizações ou empresas internacionais.
- Gestão e Liderança Internacional – Mestrado (4 Semestre,        120 ECTS): Durante este programa académico os alunos aprofundam os seus conhecimentos em administração de empresas aplicada e aumentam as suas competências de gestão e liderança. Os graduados são treinados para trabalhar em cargos de alta gerência em empresas de orientação global. O mestrado centra-se na aprendizagem dos fundamentos da gestão executiva como, por exemplo, a tomada de decisões e a aprendizagem de estratégias dentro de estruturas complexas. Os alunos também recebem um certificado de iniciante SAP.
- Finanças Estratégicas e Análise de Negócios – Mestrado (4 Semestres, 120 ECTS): O programa combina conhecimentos e conceitos contemporâneos na área de finanças internacionais e estratégia corporativa com as últimas tendências em análise de negócios. O currículo é projetado para fornecer aos alunos uma compreensão profunda do setor financeiro, bem como a gestão financeira adequada de empresas do setor não financeiro.

A universidade oferece aulas em seu próprio departamento de idiomas em alemão, hebraico, chinês, russo e espanhol. Os alunos são obrigados a escolher pelo menos uma dessas línguas para desenvolver competências interculturais.

## Colaborações e pesquisas internacionais
A Lauder Business School é membra da Harvard MOC Network (Microeconomics of Competitiveness em inglês). Dentro desta rede, estabeleceu-se um Instituto de Competitividade (IoC), que se concentra na competitividade urbana e nos desafios da diversidade na gestão internacional. O IoC é o primeiro de seu tipo na Áustria. A LBS tem diversas parcerias internacionais com instituições ou empresas como a Universidade Ben-Gurion do Negev, Universidade Bar-Ilan, Centro Interdisciplinar Herzliya, Universidade Alexandru Ioan Cuza de Iași na Romênia, Universidade de Ciências Aplicadas da Alta Áustria, RHI AG, o Bank Austria Unicredit Group e o Vienna Insurance Group.

## Integração do Judaísmo
A própria universidade é secular e não há influência da religião no currículo de estudos de negócios. Mas o LBS é adequado para judeus e pessoas interessadas no judaísmo. Não há aulas nos principais feriados judaicos, nem nos feriados austríacos.